# Киев-60

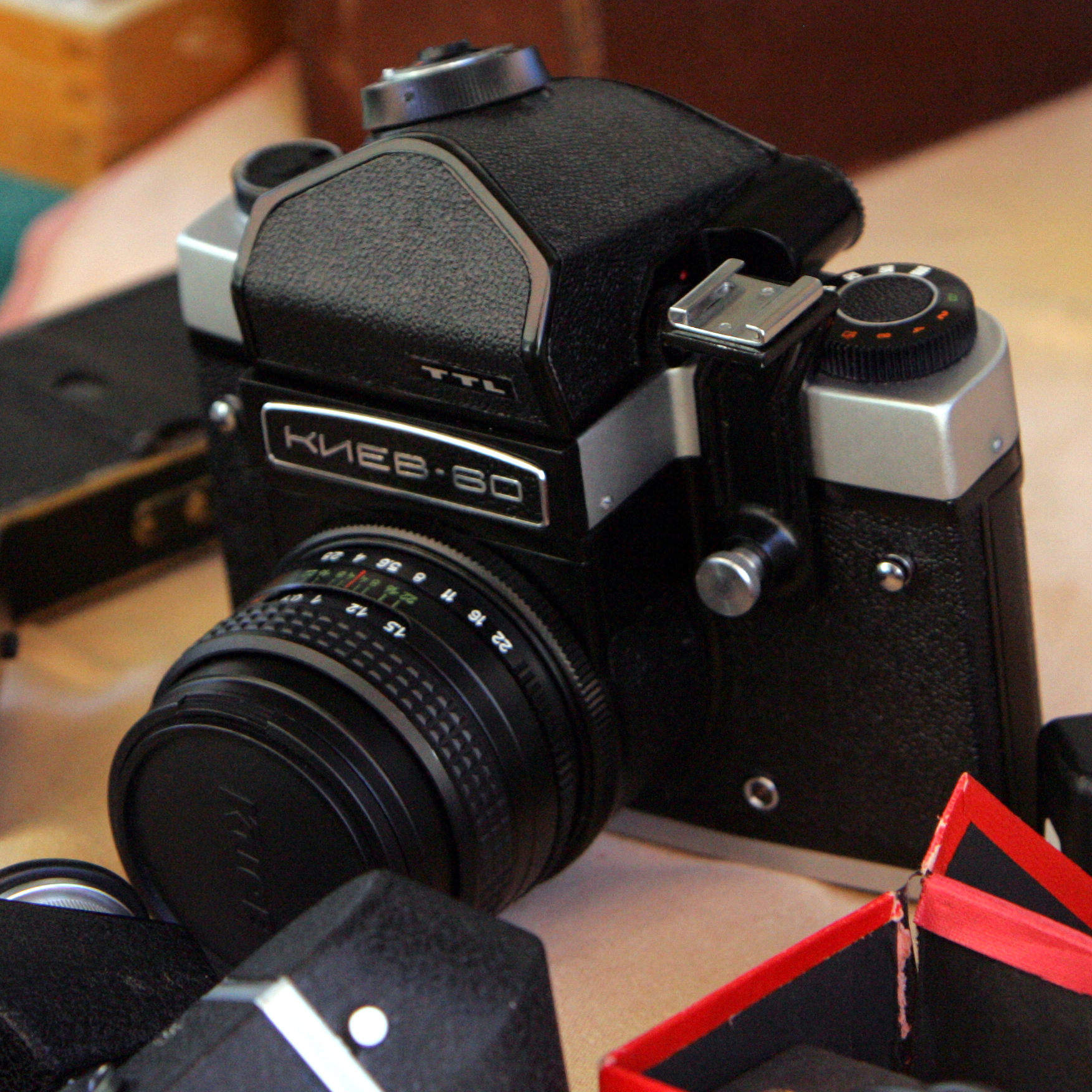
«Київ-60 TTL»
з кронштейном

«Киев-60» і «Киев-60 TTL» — середньоформатні однооб'єктивні дзеркальні фотоапарати, що випускалися на київському заводі «Арсенал».
Фотоапарат «Киев-60» сконструйований на основі камери «Киев-6С» («Киев-6С TTL»), що випускалася сумарно з 1971 по 1986 рік.
Спускова кнопка у цих моделей була зроблена під ліву руку, що викликало численні нарікання фотографів.
З 1984 ріка розпочато випуск фотоапаратів «Киев-60 TTL» («Киев-60»), спускова кнопка була зроблена під праву руку.
Фотоапарати «Киев-60» та «Киев-645» випускалися серійно до 2005 року.

## Технічні характеристики
- Фотоапарати мають зовнішній вигляд і пристрій, як і у малоформатних однооб'єктивних дзеркальних фотоапаратів, тільки з більшими габаритними розмірами та масою.
- Корпус литий з алюмінієвого сплаву, задня стінка відкидається на петлях.
- Розмір кадра 6×6 см, тип застосовуваного фотоматеріалу — плівка типу 120 (12 кадрів).
  - У фотоапараті «Київ-6С» («Київ-6С TTL») могла застосовуватися плівка типу 220 (24 кадри). На лічильнику кадрів стояв механічний перемикач типу фотоплівки (тип 120 чи 220). У СРСР фотоплівка типу 220 серійно не випускалася і продаж не надходила.
- Курковий взвод затвора і перемотування плівки.
- Затвор шторний, фокальний, з матер'яними шторками, з діапазоном витримок від 1/2 до 1/1000 с та «В».
- Автоспуск відсутній.
- Синхроконтакт «Х». Витримка синхронізації від 1/30 і більше. Кріплення для лампи-спалаху відсутня.
- Кріплення об'єктивів до камери — байонет Б (з накидною гайкою). Байонет Б аналогічний байонет Pentacon Six.
- Репетир діафрагми на корпусі камери.
- Штатні об'єктиви з «стрибає» діафрагмою: «Хвиля-3Б» (2,8/80) з одношаровим просвітленням або «МС Хвиля-3Б» (2,8/80) з багатошаровим просвітленням. Значення діафрагм від 2,8 до 22.
  - З 1990 року всі об'єктиви на заводі «Арсенал» випускаються під брендом «Arsat».
- Видошукач дзеркальний, дзеркало опускається при взведенні затвора. Знімна пентапризма або складна світлозахисна шахта з лупой.
- Фокусувальний екран видошукача — лінза Френеля з матовим колом і мікрорастром у центрі. Поле зору призменного видошукача — 49 × 51,5 мм, шахтного — 53 × 53 мм.
- Штативне гніздо з різьбленням 3/8 дюйма.

## Неспряжений TTL-експонометр
Фотоапарати «Київ-60 TTL» комплектувалися знімним непов'язаним TTL-експонометром, вбудованим у пентапризму.
- Джерело живлення експонометра — батарея з трьох дискових ртутно-цинковий елемент Ртутно-цинкових елементів РЦ-53 або трьох дискових нікель-кадмієвий акумулятор нікель-кадмієвих акумулятор Д-0,06. Сучасна заміна — елемент РХ-625.
- Є вимикач електроживлення експонометра.
- Фотоприймач — CdS-фоторезистор.
- Діапазон світлочутливості фотоплівки від 16 до 500 од. ГОСТ.
- Вимірюваний діапазон яскравостей від 1,6 до 13000 кд/м2.
- У полі зору видошукач видошукача видно два світлодіоди, режим світіння яких свідчить про «недотримку», «перетримку» або нормальну експозицію (фото) експозиції].
- Світловимір можливий на будь-якій діафрагмі.

### Робота з експонометром
При встановленої світлочутливості фотоплівки та світлосилі об'єктива слід спостерігати за об'єктом зйомки та, повертаючи диск витримок на експонометре, отримати свічення світлодіодів у режимі «нормальна експозиція».
На калькуляторі експонометра відобразиться поєднання витримка — діафрагма (утворюється експопара) — слід вибрати потрібну і вручну встановити значення на об'єктиві та камері.

## Комплект поставки у 1980-х роках
- Фотоапарат з об'єктивом та з TTL-пентапризмою.
- Передня кришка об'єктива, задня кришка об'єктива.
- Знімна складана шахта видошукача.
- Кронштейн для фотоспалаху.
- Світлофільтри: УФ-1×, ЖЗ-1,4×.
- Бленда, спусковий трос, кришка на камеру.
- Комплект з двох подовжувальних кілець товщиною 19 і 48 мм з байонетом Б.
- Ремінь, футляр, пакувальна коробка, посібник з експлуатації.
- Ціна фотоапарата «Київ-60 TTL» у 1989 ріку становила 690 рублів.

## Фотоапарати «Киев-645»
- З 1990-х років на київському заводі «Арсенал» випускається фотоапарат «Киев-645» з розміром кадру 4,5×6 см. Орієнтація кадру вертикальна.

## Змінні об'єктиви з байонетом Б
| Об'єктив    | Фокусна відстань | Відносний отвір | Кут поля зірки об'єктива | Застосування | Тип                          |  |
| Зодіак-8Б   |                  | 30              | 3,5                      | 180°         | Риб'яче око                  |  |
| Світ-26Б    |                  | 45              | 3,5                      | 83°          | ширококутний об'єктив        |  |
| Світ-3Б     |                  | 65              | 3,5                      | 66°          | ширококутний об'єктив        |  |
| Світ-38Б    |                  | 65              | 3,5                      | 66°          | ширококутний об'єктив        |  |
| Хвиля-3Б    |                  | 80              | 2,8                      | 44°          | нормальний об'єктив          |  |
| Вега-12Б    |                  | 90              | 2,8                      | 47°          | нормальний об'єктив          |  |
| Вега-28Б    |                  | 120             | 2,8                      | 31°          | довгофокусний об'єктив       |  |
| Калейнар-3Б |                  | 150             | 2,8                      | 28°          | довгофокусний об'єктив       |  |
| Юпітер-36Б  |                  | 250             | 3,5                      | 19°          | довгофокусний об'єктив       |  |
| Таїр-33Б    |                  | 300             | 4,5                      | 15°          | довгофокусний об'єктив       |  |
| ЗМ-3Б       |                  | 600             | 8,0                      | 7,5°         | дзеркально-лінзовий об'єктив |  |

Примітка: у таблиці використано кілька ілюстрацій аналогічних об'єктивів з байонетом В. На жаль, Вікіпедія не має потрібних фотографій.
Робочий відрізок байонету Б становив 74,1 мм, за допомогою відповідних адаптерів об'єктиви від камер «Киев-6С» та «Київ-60» могли застосовуватися на більшості фотоапаратів зі шторним затвором.
Найбільш відомі адаптери до фотоапаратів з різьбовим з'єднанням M42×1/45,5.
Фотоапарати «Киев-60» та «Киев-645» досі дуже популярні в багатьох країнах світу, їх охоче набувають як початківці, так і досвідчені фотоаматори. Прикладом цього може служити, наприклад те, що одна з Київських приватних фірм, набуває даних фотоапаратів зі складу заводу «Арсенал», проводить їх перевірку, до налаштування і продає під назвами «Arax-60» і «Arax» -645".